# 拉多斯瓦夫·卡域斯基
拉多斯瓦夫·卡域斯基（波蘭語：Radosław Kawęcki；1991年8月16日—）是一位波蘭游泳運動員。在2013年巴塞羅那世界游泳錦標賽上，他獲得200米仰泳項目的銀牌。他也多次在歐洲游泳錦標賽上獲得200米仰泳的金牌。